# Восстание Политцентра
Восстание Политцентра (21 декабря 1919 — 5 января 1920) — восстание организации «Политический центр» против власти А. Колчака в Восточной Сибири.

## Предыстория
С начала Гражданской войны в Сибири очень сильны были позиции партии эсеров. Политические цели эсеров не разделяли многие радикально настроенные офицеры, и одной из реакций на деятельность эсеров был ноябрьский переворот в Омске, в результате которого к власти пришёл Александр Колчак. Чтобы не быть на глазах властей, эсеры из Омска стали перебираться подальше на восток, и в итоге многие из них осели в Иркутске. Распоряжавшийся дальше на востоке, в Забайкалье, атаман Семёнов был настроен ещё радикальнее, чем омское правительство, а в Иркутске с первых дней занятия его белыми все ключевые посты занимали эсеры: управляющим губернией был П. Д. Яковлев, городским головой — А. Н. Кругликов, председателем городской думы — П. В. Зицерман, председателем Иркутской земской управы — И. Х. Петелин.

## Ход событий

### Образование Политцентра и подготовка восстания
В начале октября 1919 года в Иркутске образовалась Автономная сибирская группа социалистов-революционеров. 15 октября группа выпустила декларацию, обвинявшую эсеров в бездеятельности, призывавшую к сотрудничеству с большевиками и отказу от идеи Учредительного собрания. 22 октября в Иркутске прошла эсеровская партийная конференция, высказавшаяся за немедленное начало вооружённой борьбы с режимом А. В. Колчака. Эсеры взяли курс на создание буферной государственности на основе однородного социалистического правительства с центром в Иркутске.

12 ноября в Иркутске по инициативе местной земской управы открылось Всесибирское совещание земств и городов. На совещании был образован Политический центр. Эсеры предложили большевикам совместно подготовить восстание. Сначала большевики пошли на обсуждение условий участия, но потом отозвали представлявшего их И. В. Сурнова, который впоследствии вернулся на совещание по подготовке выступления как наблюдатель. Основную ставку эсеры сделали на агитацию в тыловых частях колчаковской армии.

### Восстания в городах Енисейской и Иркутской губерний
В ночь на 21 декабря под руководством Э. С. Алко началось эсеровское выступление в Черемхово. Рабочие на Черемховских шахтах традиционно сочувствовали социалистам, а контроль повстанцев над углём вынудил чехословаков воздержаться от вмешательства. Черемховский железнодорожный батальон в количестве 400 человек под руководством прапорщика Хорошего присоединился к восставшим. На станции Забитуй из эшелона было освобождено 250 политических заключённых, этапируемых из Красноярска. Одновременно власть Политцентра была установлена в Нижнеудинске и Балаганске.
23 декабря эсеры во главе с Е. Е. Колосовым выступили в Красноярске. 24 декабря в Нижнеудинске чехословаки под предлогом защиты от восставших на две недели взяли под фактический негласный арест поезд с Верховным правителем России А. В. Колчаком.

### Восстание в Иркутске
Зная о подготовленном эсерами восстании, иркутские большевики не могли сразу открыто принять в нём участие, так как против них могли бы выступить чехословаки; к действиям же эсеров чехословаки относились с благожелательным нейтралитетом. 24 декабря, накануне выступления, контрразведка штаба Иркутского военного округа задержала революционный комитет эсеров из 28 человек; скрыться удалось только Н. С. Калашникову, В. В. Максимову-Соколову и М. Я. Линдбергу, а затем В. П. Неупокоеву, остальные были арестованы и впоследствии убиты.
В 18 часов 24 декабря по приказу Политцентра штабс-капитан Н. С. Калашников и В. П. Мерхалëв возглавили выступление в предместье Глазкове 53-го Сибирского стрелкового полка, одновременно выступила Иркутская местная бригада. С переходом на сторону повстанцев местной бригады в их руках оказались богатые военные склады станции Батарейная, которые она охраняла. Повстанцы стали Народно-революционной армией, которую возглавил Н. С. Калашников. В частях отстранили старых командиров, а к новым приставили комиссаров Политцентра. Восставшие также развернули рабочие дружины: одну — в Глазкове, из 450 железнодорожников, другую — в Знаменском предместье, из 400 рабочих.
Оставшиеся верными Колчаку части от восставших отделяла ещё не замёрзшая Ангара. Понтонный мост был сорван ледоходом, а пароходы контролировались интервентами. Начальник Иркутского гарнизона генерал-майор Е. Г. Сычёв, объявив с 12 часов 25 декабря осадное положение, уведомил командование интервентов о планах артиллерийского обстрела казарм 53 полка, однако главнокомандующий интервентами генерал М. Жанен запретил обстрел, пригрозив ответной стрельбой по городу, а полосу, где находились восставшие, объявил нейтральной. Все находившиеся в городе офицеры были мобилизованы на борьбу с повстанцами и переведены на казарменное положение.
Восставшие рассчитывали на помощь управляющего губернией П. Д. Яковлева, но он, объявив 25 декабря об уходе в отставку, сначала занял двойственную позицию, а 28 декабря вообще скрылся. Планировавшийся переход ряда частей в центре города на сторону повстанцев задержался из-за арестов руководителей Политцентра. В результате в городе образовалась линия фронта, колебавшаяся то в одну, то в другую сторону.

### Прибытие семёновцев
Г. М. Семёнов, которого А. В. Колчак 23 декабря 1919 года назначил главнокомандующим войсками Забайкальского, Приамурского и Иркутского военных округов, а 24 декабря произвёл в генерал-лейтенанты, направил в Иркутск из Верхнеудинска около 1000 человек во главе с генерал-майором Л. Н. Скипетровым. Одновременно Г. М. Семёнов послал М. Жанену оказавшуюся безрезультатной телеграмму, просившую «или о немедленном удалении из нейтральной зоны повстанцев, или же не чинить препятствий к выполнению подчинёнными мне войсками приказа о немедленном подавлении преступного бунта и о восстановлении порядка».
Тем временем 27 декабря 2 роты под командованием Ф. С. Решетина, прибывшие из Знаменского предместья, заняли Казанский собор, Тихвинскую площадь и усадьбу Сукачёва.
Семёновские части прибыли по железной дороге к Иркутску 30 декабря. Непосредственно на станцию Иркутск бронепоезда белых не попали, так как железнодорожники пустили навстречу головному бронепоезду паровоз, повредив его и путь. Тогда семёновцы высадили у семафора 600 человек при 4 орудиях и 8 пулемётах, и начали атаку Глазкова. Белым удалось захватить часть Глазкова до железнодорожного вокзала. Однако в дело неожиданно вмешались чехословаки, которые, ссылаясь на приказание М. Жанена, потребовали немедленно прекратить бой и отвести войска на станцию Байкал, грозя в противном случае применить вооружённую силу. В подтверждение своих намерений чехословаки выдвинули бронепоезд «Орлик», который по вооружению и оборудованию был сильнее трёх бронепоездов семёновцев вместе взятых. Ввиду невозможности связаться с городом и малочисленности отряда Л. Н. Скипетрову пришлось отвести войска.

### Победа восстания
3 января 1920 года представители враждующих сторон были вызваны на вокзал для переговоров о перемирии в присутствии интервентов. Днём 3 января был опубликован приказ генерала Е. Г. Сычёва о перемирии на 24 часа. Е. Г. Сычёв и группа офицеров бежали за Байкал. 4 января адмирал А. В. Колчак, находясь в Нижнеудинске, подписал указ о предрешении передачи в будущем полномочий Верховного правителя генералу А. И. Деникину, а «всю полноту военной и гражданской власти на всей территории Российской восточной окраины» передал атаману Г. М. Семёнову. В 18 часов 4 января две роты семёновцев отошли из Иркутска в Лиственничное, а последовавшие за ними оренбургские юнкера были задержаны иркутскими казаками, вставшими на сторону Политцентра.
В 19 часов 4 января, когда возобновились переговоры, в центре Иркутска выступила военно-революционная организация Политцентра, к которой присоединились егеря, 54-й полк и казаки. Они арестовали часть колчаковских министров, генерала Потапова и полковника Благовещенского. Иркутские юнкера, занимавшие фронт по реке Ушаковка, в 23 часа узнали, что они брошены. Некоторое время они отбивались от чехословаков в Воскресенской церкви, а затем сдались. К 2 часам ночи 5 января весь Иркутск оказался во власти Политцентра.

## Итоги и последствия
5 января сформированный Политцентром Временный совет Сибирского народного управления объявил себя властью на территории, «очищенной от власти реакции» от Иркутска до Красноярска. В связи с тем, что ещё 25 декабря 1919 года Г. М. Семёнов в связи с недостатком угля на Забайкальской железной дороги запретил пропускать экстренные поезда любых лиц, включая представителей Антанты (требуя прицеплять их отдельные вагоны к обычным поездам), он настроил интервентов против себя. 9 января на станции Подорвиха чешским бронепоездом «Орлик» были ликвидированы два семёновских бронепоезда. На станции Байкал чехословаки с боем разоружили семёновский гарнизон и взяли в плен генерала Л. Н. Скипетрова. При поддержке 30-го американского полка чехословаки разоружили семёновцев и на станциях Маритуй, Слюдянка, Кутулик.

## Восстание Политцентра в искусстве
События ноября 1919 — января 1920 годов в Иркутске легли в основу сюжета детективно-приключенческого романа Юрия Наумова «Богомол».

## Память

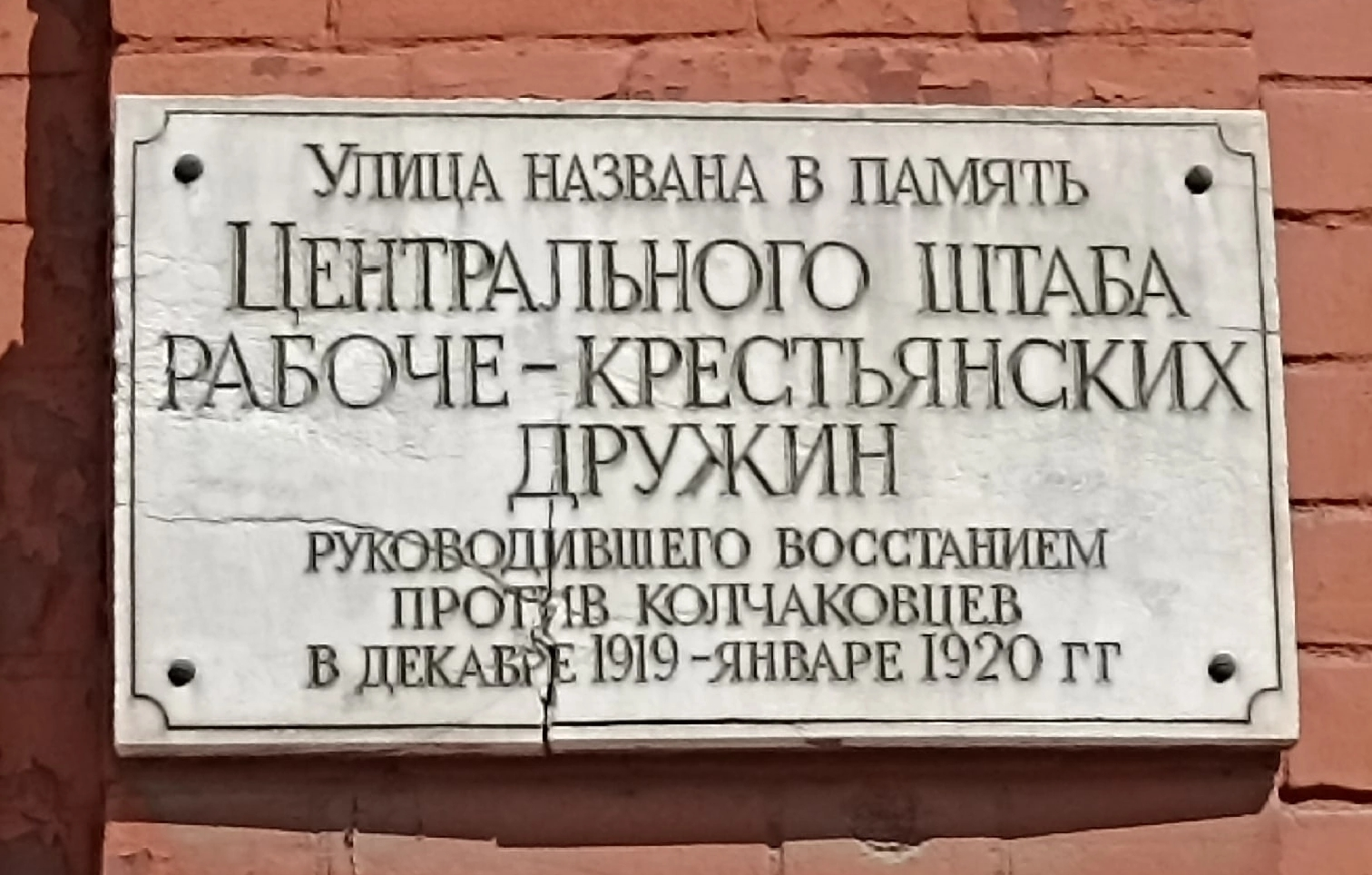

В 1922 году улица Якутская в Иркутске была переименована в улицу Рабочего Штаба в память о находившемся на улице в период боёв военном штабе Иркутского губкома РКП(б).